# Carpropamid
Carpropamid ist ein komplexes Gemisch verschiedener isomerer chemischer Verbindungen aus der Gruppe der Cyclopropancarbonsäureamide.

## Stereochemie
Carpropamid technischer Qualität ist ein Stoffgemisch aus
- (1R,3S)-2,2-Dichlor-N-[(R)-1-(4-chlorphenyl)ethyl]-1-ethyl-3-methylcyclopropancarboxamid,
- (1S,3R)-2,2-Dichlor-N-[(R)-1-(4-chlorphenyl)ethyl]-1-ethyl-3-methylcyclopropancarboxamid,
- (1S,3R)-2,2-Dichlor-N-[(S)-1-(4-chlorphenyl)ethyl]-1-ethyl-3-methylcyclopropancarboxamid und
- (1R,3S)-2,2-Dichlor-N-[(S)-1-(4-chlorphenyl)ethyl]-1-ethyl-3-methylcyclopropancarboxamid.

Der Anteil der beiden erstgenannten Stereoisomere beträgt mindestens 95 %.

## Wirkung

Angriffspunkt in der Melaninsynthese

Carpropamid wird als Fungizid vorwiegend gegen den Reisbrand (Magnaporthe oryzae) verwendet. Die Wirkung basiert auf der Hemmung der Biosynthese des Melanins. Konkret wird die Scytalon-Dehydratase inhibiert, sodass die Melaninbiosynthese beim Intermediat Scytalon  unterbrochen wird.
Außerdem wirkt Carpropamid als Resistenzinduktor, der die induzierte Lignifizierung und die Produktion des Phytoalexins Momilacton A anregt.

## Zulassung
Hinsichtlich des Wirkstoffs Carpropamid gab es in der EU nie eine Regelung für den Einsatz in Pflanzenschutzmitteln, die Verwendung ist daher nicht zulässig. In Deutschland, Österreich und der Schweiz sind – auch wegen des fehlenden Reisanbaus – keine Pflanzenschutzmittel mit diesem Wirkstoff zugelassen.

## Verwandte Wirkstoffe
Die Wirkstoffe Dicyclomet und Fenoxanil sind ebenfalls Inhibitoren der Scytalon-Dehydratase und werden ähnlich verwendet wie Carpropamid.

## Externe Links zu erwähnten Verbindungen
1. ↑  Externe Identifikatoren von bzw. Datenbank-Links zu Scytalon:  CAS-Nr.: 49598-85-8, PubChem: 162567, ChemSpider: 142729, Wikidata: Q105245472.